# Julius Lothar Meyer
Julius Lothar Meyer, nascut el 19 d'agost de 1830 a Varel, Baixa Saxònia, i traspassat l'11 d'abril de 1895 a Tübingen, fou un metge i químic alemany i contemporani competidor de Dmitri Mendeléiev que va crear la primera taula periòdica dels elements químics.

## Biografia
Meyer cursà els seus estudis en les universitats de Zúric, Würzburg, Heidelberg i Königsberg (avui Kaliningrad). El 1867 va ser catedràtic de ciències naturals en Eberswalde i des de l'any 1876 va ser professor de química en la Universitat de Tübingen.

## Obra
Un dels seus descobriments més importants fou la demostració de què l'oxigen es fixa a l'hemoglobina de la sang per formar un nou compost químic (oxihemoglobina)i és transportat per aquesta molècula present en els glòbuls vermells o eritròcits.
En un article publicat en 1870 va presentar el seu descobriment de la llei periòdica que afirma que les propietats dels elements són funcions periòdiques de la seva massa atòmica. Aquesta llei fonamental va ser també descoberta en 1869 pel químic rus Dmitri Mendeléiev, qui va ser més reconegut pel descobriment que el seu col·lega Meyer. La raó que se li conegui major mèrit a Dmitri Mendeléiev que a Meyer resideix en l'ús espectacular que se li va donar a la taula periòdica. Aquests van ser els primers científics que varen crear la taula periodica l'any 1869.
Meyer determinà els volums atòmics dels elements químics. Per a obtenir-los, pesà quantitats en grams numèricament iguals al pes atòmic de cada element, per exemple un gram d'hidrogen, 16 grams d'oxigen, etc. Després mesurà el volum que ocupaven aquests pesos a la mateixa temperatura i pressió. Suposà que la diferència que s'apreciava havia de reflectir la diferència real del volum d'un element a un altre. Quan realitzà una representació gràfica dels valors que va obtenir, en funció dels pesos atòmics, observà que es presentaven una sèrie d'ones en ascens en el pes atòmic que corresponien a un increment en les seves propietats físiques. Meyer va publicar el seu treball en 1870.

### Obres
- Die modernen Theorien der Chemie und ihre Bedeutung für die chemische Statik, 1864
- Die Chemie in ihrer Anwendung auf die Forstwirtschaft, 1867
- Die Natur der chemischen Elemente als Funktion ihrer Atomgewichte, 1870
- Die Atomgewichte der Elemente aus den Originalzahlen neu berechnet, 1883